# Растекание жидкости

Наглядный пример смачивания жидкостью твёрдой поверхности. А — краевой угол много больше 90° и, как следствие плохое смачивание (капля имеет почти шарообразную форму и слабое взаимодействие с твёрдой поверхностью — происходит уменьшение площади контакта жидкости с ней), В и С — краевой угол меньше θ<90°, капли жидкости приобретают менискообразную форму (лучшее взаимодействие с твёрдой поверхностью, площадь контакта жидкости больше, чем в примере А), S — краевой угол θ=0°(по сути его нет) — полное смачивание, происходит растекание жидкости по твёрдой поверхности, площадь контакта жидкости с твёрдой поверхностью в данном случае максимален. Процесс растекания жидкости является предельным случаем смачивания.

Растекание жидкости — физический процесс распространения жидкости по поверхности твёрдого тела или другой жидкости, посредством полного смачивания. Растекание жидкости обусловлено различными факторами, основными из которых являются адгезия, вязкость и смачивание. При растекании жидкости краевой угол смачивания θ равен нулю, поэтому количественной характеристикой растекания  является коэффициент растекания по Гаркинсу — f.

## Физическое описание
Растекание является предельным случаем смачивания. Как правило, оно происходит в результате взаимодействия (соприкосновения) тел, строение молекул которых похоже. Например, на поверхности воды (вещество с полярными молекулами) растекаются органические кислоты, растворы их солей, высшие спирты и другие вещества с полярными молекулами. Растекание возможно и при контакте двух взаимно нерастворимых тел (жидкостей), обладающих значительным различием поверхностных натяжений (σт>>σж) и достаточно большими силами адгезии, обуславливающими достаточно малое значение поверхностного натяжения на границе между жидкостью и смачиваемым телом (σтж). Условием и количественной характеристикой растекания служит коэффициент Гаркинса:
{\displaystyle {f=W_{a}-W_{k}>0}}.
Из выражения следует, что растекание жидкости  возможно в случае если работа сил адгезии Wa будет больше работы сил когезии Wk, то есть f > 0, в случае же когда работа адгезии меньше работы когезии и f < 0, растекание не происходит, а жидкость на поверхности твёрдого тела или другой жидкости образует капли с менискообразной или округлой формой. С повышением температуры обычно увеличивается энергия адгезии Wa и уменьшается энергия когезии Wk смачивающей жидкости, следовательно, происходит растекание жидкости по поверхности другой.

### Эффект Марангони
Менее полярная жидкость растекается по поверхности более полярной жидкости, т.е растекание жидкости происходит с меньшим поверхностным натяжением на поверхности жидкости с большим поверхностным натяжением.